# Baudouin de Forde
Pour les articles homonymes, voir Forde (homonymie).

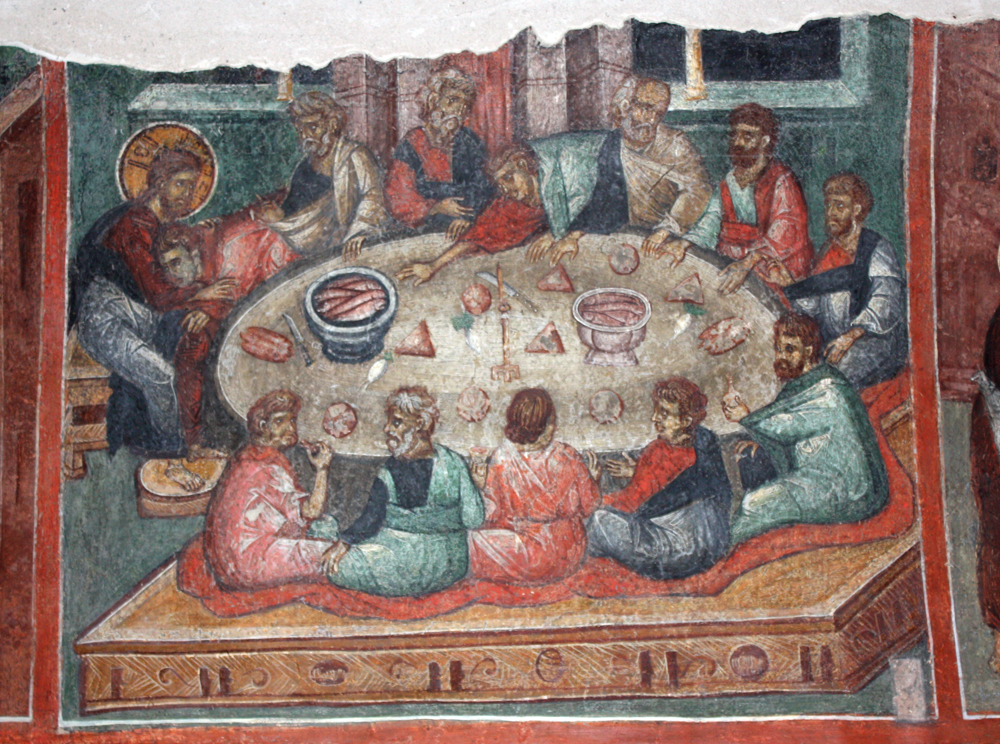
La Cène, fresque du XVe siècle, Sofia, Bulgarie.

Baudouin de Forde ou Ford, également connu sous le nom de Baudouin d'Exeter, né vers 1125 et décédé le 19 novembre 1190, est un moine cistercien anglais de l'abbaye de Forde, abbé de son abbaye puis évêque de Worcester et archevêque de Canterbury de 1185 à sa mort.

## Biographie
Il est probablement le fils d'Hugues d'Eu, archidiacre de Totnes, et d'une femme inconnue qui devient nonne. Sa parenté avec cet Hugues est plausible, puisqu'il lui succède comme archidiacre de Totnes, et qu'il est désigné dans une charte sous le nom de Baldwin fitz Hugh (en français : Baudouin fils d'Hugues).
Baudouin naît et commence ses études à Exeter. Il étudie probablement la théologie en France, puis suit des cours de droit à Bologne, sous la direction du futur pape Urbain III. En 1150-51, le pape Eugène III le choisit pour être le précepteur de son neveu. Il doit alors avoir aux alentours de 25 ans. En 1155, il revient à Exeter où il est clerc auprès de Robert de Chichester (en), l'évêque d'Exeter.
Après la mort de son probable père le 23 mai 1162, Bartholomew, le nouvel évêque d'Exeter, le nomme archidiacre de Totnes. Il occupe cette fonction jusque vers 1169.  Il entre alors au monastère cistercien de Forde. Six ans plus tard il en est élu l'abbé. 
En 1180 l'abbé Baudouin est nommé évêque de Worcester, puis bientôt (1185), archevêque de Canterbury. Il accompagne le roi Richard Cœur de Lion à la croisade et meurt à Tyr en 1190.

## Écrits
Homme de vaste culture Baudouin a laissé seize petits traités - dont un sur le Sacrement de l'autel - sur les sujets qui lui tiennent à cœur. Le plus connu est son traité sur la Vie commune (monastique) qui, d'après sa théologie a sa source dans la communauté de vie des trois personnes de la Trinité.